# 协合乡
协合乡，是中华人民共和国湖南省张家界市武陵源区下辖的一个乡镇级行政单位。

## 行政区划
协合乡下辖以下地区：
插旗峪社区、龙尾巴社区、李家岗村、杨家坪村、协合村、宝峰山村、土地峪村、黄家坪村和抗金岩村。